# Wakai
Pour les articles homonymes, voir Wakai (homonymie).
Wakai ou Togian, en indonésien Pulau Wakai et Pulau Togian, est une île d'Indonésie située dans le golfe de Tomini. Elle fait partie des îles Togian et abrite le principal port de cet archipel.